# Aphodius altaicus
Aphodius (Chilothorax) altaicus – gatunek chrząszcza z rodziny poświętnikowatych i podrodziny plugowatych.
Gatunek ten opisany został w 1967 roku jako A. gobiensis przez Balthasara, jednak nazwa ta była wcześniej zajęta i nowa nazwa została nadana w 1984 roku przez Gieorgija W. Nikołajewa. Opisany w tym samym roku przez Nikołajewa Aphodius puntsagdulamae, został w 2001 zsynonimizowany z tym gatunkiem.
Plug o ciele długości od 5,2 do 6 mm, węższym niż u A. praenubilis. Wierzch głowy i przedplecza ciemnobrązowe do prawie czarnych. Oczy w widoku grzbietowym o średnicy zbliżonej do najmniejszej odległości między krawędzią oka a gulą. Policzki niekanciaste. Zapiersie nieowłosione. Pokrywy jasnobrązowe z ciemnobrązowymi plamkami. Przednie golenie samców o nieco wklęśniętej krawędzi wewnętrznej i długim kolcu wierzchołkowym. Paramery stosunkowo długie, o wierzchołku rozszerzonym w widoku bocznym.
Chrząszcz palearktyczny, początkowo znany tylko z Mongolii, później odkryty w chińskich Qinghai i Sinciang.